# Birger Sergel
Carl Johan Birger Sergel, född den 23 juli 1861 i Ärla socken, Södermanlands län, död den 9 maj 1905 i Stockholm, var en svensk militär. Han var sonson till Gustaf Sergel och farbror till Karl Sergel.

## Biografi
Sergel blev underlöjtnant vid Södermanlands regemente 1881, löjtnant där 1886 och vid Generalstaben 1891, kapten där 1895 och i regementet 1897. Han var stabschef vid V. arméfördelningen 1901–1902 och blev avdelningschef vid Generalstabens krigshistoriska avdelning 1903. Sergel befordrades till major vid Vaxholms grenadjärregemente 1902 och till överstelöjtnant vid Generalstaben 1904. Han var lärare i krigshistoria vid Krigshögskolan 1896–1904 och blev chef där sistnämnda år. Sergel invaldes som ledamot av Krigsvetenskapsakademiens andra klass 1903. Han blev riddare av Svärdsorden 1902 och av Vasaorden 1903. Sergel vilar i sin frus familjegrav på Norra begravningsplatsen utanför Stockholm.